# Batalla de Redon (1815)

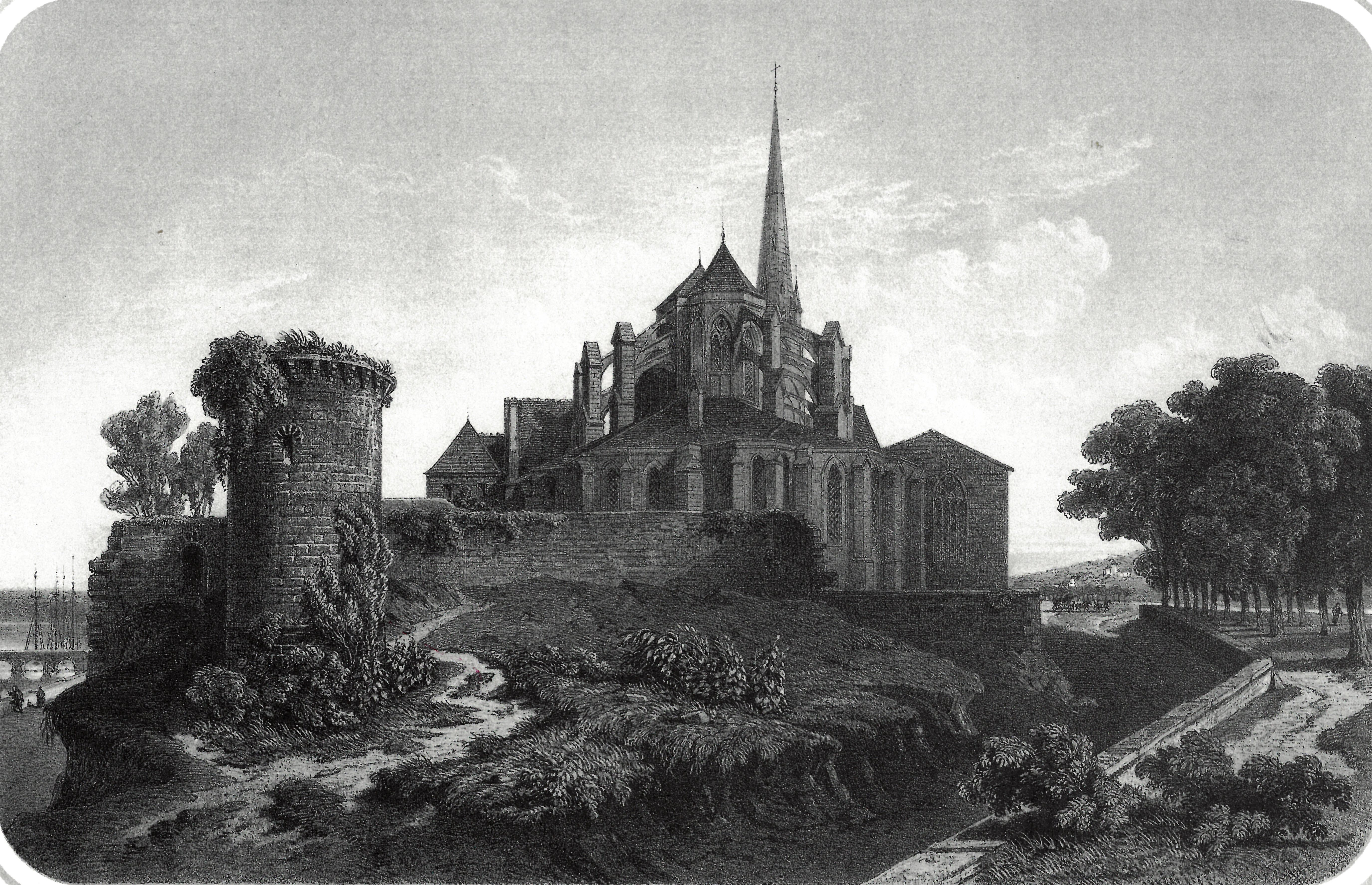
Absis de l'església de Saint-Sauveur a Redon

La batalla de Redon, va tenir lloc el 4 de juny de 1815, durant la chouannerie de 1815.

## Procés
El 4 de juny de 1815, venint del Morbihan, l'exèrcit chouan de Louis de Sol de Grisolles, de 4.000 a 5.000 homes, va atacar la ciutat de Redon, a l'extrem sud-oest del departament de Naughty. Els imperials només tenien 120 homes, entre ells 100 soldats de l'11è Regiment d'Infanteria Lleugera i una vintena de voluntaris. Estan sota les ordres del cap de batalló Cagnazzoli, i del subprefecte Baymé, antic cap d'esquadra.

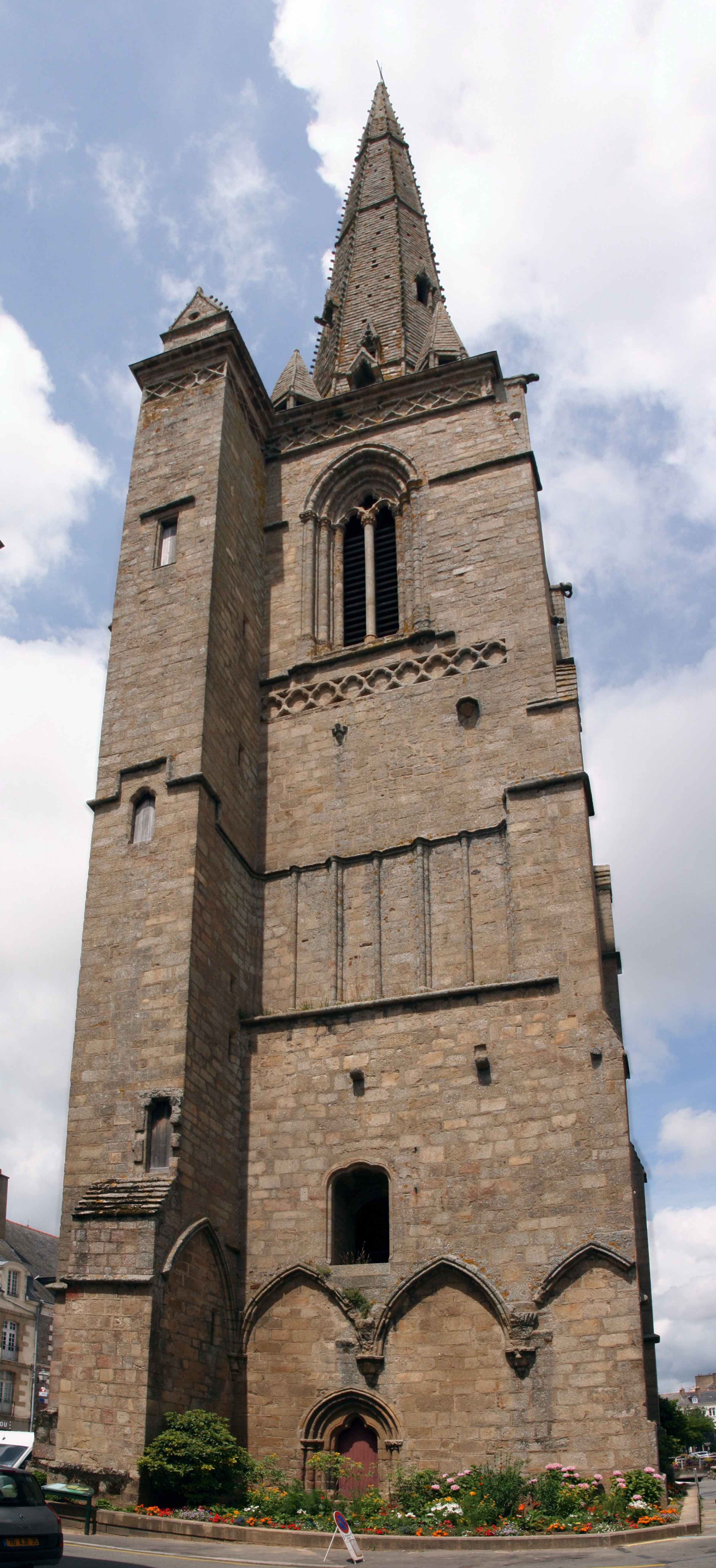
Vista l'any 2009 del campanar de l'església abacial de Saint-Sauveur a Redon, dins del qual es van refugiar els soldats imperials durant la batalla.

Els imperials van ocupar posicions en llocs avançats establerts a les avingudes que tancaven l'accés a la ciutat. Tanmateix, els chouans, molt superiors en nombre, els van desallotjar fàcilment del carrer principal del suburbi de la ruta de Rennes, al nord de la ciutat, així com del barri de Codilo, a l'oest, on els gendarmes s'amagaven en una emboscada. a les vinyes són girades per un destacament d'insurgents havent entrat pel Parc Anger.
Aleshores, els imperials es van retirar a l'ajuntament, barricada, així com una vintena d'ells al campanar de l'església abacial de Saint-Sauveur. La població de Redon va confraternitzar amb els reialistes.
Tanmateix, els chouans estaven completament desproveïts d'artilleria i no van poder superar els últims baluards imperials. Sol de Grisolles també es va negar a cremar els edificis assetjats, per por que el foc s'estengués a la ciutat. Finalment, els Chouans evacuen Redon i es retiren a Peillac.

## Pèrdues
En el seu “informe de la campanya de 1815”, l'oficial reialista Marc-Antoine de La Boëssière de Lennuic afirma que durant el combat van morir 17 soldats i gendarmes6. Per a Charles-Louis Chassin, les seves pèrdues van ser tres morts i sis ferits. El 2015, l'historiador Aurélien Lignereux va donar un informe de quatre morts.
Pel costat de Chouan, l'oficial Julien Guillemot va escriure a les seves memòries {nota, 1.} que les pèrdues van ser set morts i una trentena de ferits. Per a La Boëssière de Lennuic, les pèrdues reialistes van ser de sis o set morts i una trentena de ferits, entre els oficials Courson, Breteché, Pioger, Hervieux i Le Car. L'historiador Aurélien Lignereux, per la seva banda, fa un balanç de set a dotze morts i una cinquantena de ferits. Langourla, un jove noble de Josselin, es troba entre els morts.